# جون هاربيسون
جون هاربيسون (بالإنجليزية: John Harbison) هو موزع وأستاذ جامعي وملحن أمريكي، ولد في 20 ديسمبر 1938 في أورانج ‏ في الولايات المتحدة.

## وصلات خارجية
- جون هاربيسون على موقع IMDb (الإنجليزية)
- جون هاربيسون على موقع ميوزك برينز (الإنجليزية)
- جون هاربيسون على موقع أول ميوزيك (الإنجليزية)
- جون هاربيسون على موقع ديسكوغز (الإنجليزية)